# Sony Xperia Z3 Tablet Compact
Sony Xperia Z3 Tablet Compact，是索尼於2014年9月3日發佈的旗艦平板電腦，與以往Sony Xperia Tablet Z和Sony Xperia Z2 Tablet的10.1吋的大螢幕不同，改為8吋螢幕，攻佔小平板市場。
榮獲2015年德國紅點設計大獎。

## 軟體
Z3 Tablet Compact預載「Remote Play App」，可以將PS4畫面投射到平板上。